# Opera del Duomo
Opera del Duomo, også kendt som "OPA", er katedraladministrationen eller "arbejderkommissionen", som blev grundlagt af Republikken Firenze i 1296 for at overvåge opførelsen af dens nye katedral Cattedrale di Santa Maria del Fiore og dens klokketårn.
Siden færdiggørelsen af katedralen har hovedopgaven for Opera del Duomo været at bevare monumenterne - herunder San Giovanni-dåbskapellet. 
I 1891 blev der grundlagt et museum til at huse de kunstværker, som i tidens løb var blevet fjernet fra katedralen og dåbskapellet.
Museet huser en stor samling af de originale skulpturer fra katedralens facade som er blevet udskiftet på grund af slid og luftforurening.